# Forcipomyia navaiae
Forcipomyia navaiae är en tvåvingeart som beskrevs av Bystrak och Wirth 1978. Forcipomyia navaiae ingår i släktet Forcipomyia och familjen svidknott.
Artens utbredningsområde är Florida. Inga underarter finns listade i Catalogue of Life.